# Нанкін (шаховий турнір)
Pearl Spring Chess Tournament (спрощ.: 中国（南京）国际象棋超级大赛; кит. трад.: 中國（南京）國際象棋超級大賽; піньїнь: Zhōngguó（Nánjīng）guójì xiàngqí chāojí dà sài) - серія подвійних кругових шахових турнірів на шістьох учасників, які проходили в Нанкіні (Цзянсу, Китай). Перший з них, у грудні 2008 року, виграв Веселин Топалов. За даними сайту ChessVibes, Сільвіо Данаїлов - менеджер і тренер Топалова, - сказав, що Pearl Spring Chess Tournament "гарантовано буде проводитися упродовж п'яти років і [2009 року] стане частиною Великого шолома." Другий і третій турніри, у 2009 і 2010 роках, обидва виграв Магнус Карлсен, першу з цих перемог оцінюють як один з найкращих виступів у шаховій історії.
Разом з Корус-турніром у Нідерландах, Лінаресом в Іспанії, М-Тел Мастерс в Болгарії і Більбао в Іспанії, Нанкін став одним з п'яти турнірів Великого шолома, першим в Азії і єдиним у Китаї.

## Місце проведення
Турнір названо на честь місця проведення, Mingfa Pearl Spring Hotel, розташованого в районі Пукоу в місті Нанкін.

## Організація
Організаторами турніру виступили Муніципальний народний уряд Нанкіна, Адміністративний центр шахів і карт Генеральної адміністрації спорту Китаю, Народний уряд району Пукоу (Нанкін) і Нанкінська спортивна адміністрація.
- Турнірний Директор: Ван Юнхун
- Головний суддя: Касто Абундо
- Арбітри: Тан Цзяньмін, Фен Чже, Чжан Цзілінь

Вебсайт організаторів не розкривав критерії або протокол запрошення гравців. Кожного з перших трьох років один з учасників був китайцем.

## Спонсорство
Спонсорами турніру були: Jiangsu Kanion Pharmaceutical Co., Ltd., Yangzi Evening News і Міжнародний Університет підприємництва Манделла. Загальний призовий фонд становив €250,000, із яких приз за перше місце - €80,000.

## Підтримка
Турнір отримав підтримку від ФІДЕ, Європейського шахового Союзу (ECU) та Азійської шахової федерації.

## Гості
Гості, запрошені на церемонію відкриття: Кірсан Ілюмжинов - президент Міжнародної шахової Федерації, Борис Кутін - президент ECU; Шейх Султан - президент АШФ, Лян Чжижун - генеральний секретар ФІДЕ, Сюй Цзялу - заступник голови постійного комітету Всекитайських зборів народних представників і лауреат Нобелівської премії Роберт Манделл.

## Результати

### 2008
10-22 грудня
Шестеро учасників: Веселин Топалов з Болгарії (рейтинг Ело 2791, перший у світі); Василь Іванчук з України (рейтинг Ело - 2786, третій у світі); Левон Аронян з Вірменії (рейтинг Ело - 2757, сьомий у світі); Сергій Мовсесян зі Словаччини (рейтинг Ело - 2732, тринадцятий у світі); Петро Свідлер з Росії (рейтинг Ело - 2727, сімнадцятий у світі); Бу Сянчжі з Китаю (рейтинг Ело - 2714, двадцять шостий у світі). За середнім рейтингом Ело 2751.6 це був турнір 21 категорії, що робило його найсильнішим шаховим змаганням у Китаї за всю історію.
|   | Учасники              | 1   | 2   | 3   | 4   | 5   | 6   | Очки |
| - | --------------------- | --- | --- | --- | --- | --- | --- | ---- |
| 1 | Веселин Топалов (BUL) | * * | ½ 1 | ½ ½ | 1 1 | ½ 1 | ½ ½ | 7    |
| 2 | Левон Аронян (ARM)    | ½ 0 | * * | ½ ½ | ½ ½ | 1 1 | ½ ½ | 5½   |
| 3 | Бу Сянчжі (CHN)       | ½ ½ | ½ ½ | * * | ½ 0 | ½ 0 | 1 1 | 5    |
| 4 | Петро Свідлер (RUS)   | 0 0 | ½ ½ | ½ 1 | * * | ½ ½ | 0 1 | 4½   |
| 5 | Василь Іванчук (UKR)  | ½ 0 | 0 0 | ½ 1 | ½ ½ | * * | ½ ½ | 4    |
| 6 | Сергій Мовсесян (SVK) | ½ ½ | ½ ½ | 0 0 | 1 0 | ½ ½ | * * | 4    |

### 2009
27 вересня - 9 жовтня (21 категорія, 2764)
Перший турнір серії Великого шолома 2009-2010.
|   | Учасники              | Рейтинг | 1   | 2   | 3   | 4   | 5   | 6   | Очки | Тай-брейк | Перформенс |
| - | --------------------- | ------- | --- | --- | --- | --- | --- | --- | ---- | --------- | ---------- |
| 1 | Магнус Карлсен (NOR)  | 2772    | * * | 1 ½ | 1 ½ | 1 ½ | 1 ½ | 1 1 | 8    |           | 3002       |
| 2 | Веселин Топалов (BUL) | 2813    | 0 ½ | * * | ½ ½ | ½ ½ | ½ 1 | ½ 1 | 5½   |           | 2789       |
| 3 | Ван Юе (CHN)          | 2736    | 0 ½ | ½ ½ | * * | ½ ½ | ½ ½ | ½ ½ | 4½   |           | 2735       |
| 4 | Теймур Раджабов (AZE) | 2757    | 0 ½ | ½ ½ | ½ ½ | * * | ½ ½ | ½ 0 | 4    | 20.00     | 2695       |
| 5 | Петер Леко (HUN)      | 2762    | 0 ½ | ½ 0 | ½ ½ | ½ ½ | * * | ½ ½ | 4    | 19.25     | 2694       |
| 6 | Дмитро Яковенко (RUS) | 2742    | 0 0 | ½ 0 | ½ ½ | ½ 1 | ½ ½ | * * | 4    | 17.25     | 2698       |

### 2010
3-й турнір проходив з 19 по 30 жовтня; з середнім рейтингом Ело 2766 він мав 21 категорію.
|   | Учасники               | Рейтинг | 1   | 2   | 3   | 4   | 5   | 6   | Очки | Тай-брейк | Перформенс |
| - | ---------------------- | ------- | --- | --- | --- | --- | --- | --- | ---- | --------- | ---------- |
| 1 | Магнус Карлсен (NOR)   | 2826    | * * | ½ ½ | 1 ½ | ½ ½ | 1 1 | 1 ½ | 7    |           | 2901       |
| 2 | Вішванатан Ананд (IND) | 2800    | ½ ½ | * * | 0 1 | ½ ½ | 1 ½ | ½ 1 | 6    |           | 2829       |
| 3 | Етьєн Бакро (FRA)      | 2736    | 0 ½ | 1 0 | * * | 1 ½ | ½ 0 | 1 ½ | 5    |           | 2776       |
| 4 | Вугар Гашимов (AZE)    | 2719    | ½ ½ | ½ ½ | 0 ½ | * * | ½ ½ | ½ ½ | 4½   | 23.00     | 2740       |
| 5 | Веселин Топалов (BUL)  | 2762    | 0 0 | 0 ½ | ½ 1 | ½ ½ | * * | ½ 1 | 4½   | 19.50     | 2724       |
| 6 | Ван Юе (CHN)           | 2732    | 0 ½ | ½ 0 | 0 ½ | ½ ½ | ½ 0 | * * | 3    |           | 2698[5]    |